# Dirka dveh svetov
Dirka dveh svetov (tudi 500 milj Monze, italijansko 500 Miglia di Monza) je bila avtomobilistična dirka, ki je potekal na italijanskem dirkališču Autodromo Nazionale Monza v letih 1957 in 1958. Mišljena je bila kot ekshibicijska dirka, na kateri bi se pomerila ameriška moštva iz prvenstva American Championship Car Racing z evropskimi moštvi Svetovnega prvenstva Formule 1. Dirka je potekala na ovalnem dirkališču v Monzi, ki je bil zgrajen leta 1955. Zaradi podobnosti z ameriškim dirkalniščem Indianapolis Motor Speedway, ki gosti dirko Indianapolis 500, so dirko imenovali tudi Monzanapolis. 
Na obeh izpeljanih dirkah sta zmagal ameriška dirkača, na dirki leta 1957 Jimmy Bryan, na dirki leta 1958 pa Jim Rathmann. Čeprav so nekatera moštva Formule 1 sodelovala v posebej za to dirko zgrajenih dirkalnikih, pa se jih je več pred dirko umaknilo zaradi varnostnih pomislekov. Zaradi visokih hitrosti in stroškov dirke, po letu 1958 dirke niso več prirejali. Dirka je potekala v treh delih po 63 krogov, med njimi je bila ura počitka za dirkače in možnost popravila na dirkalnikih. Za skupni rezultat se je štela povprečna hitrost z vseh treh delov dirke. 

## Prva dirka (1957)

### Prijavljeni dirkači
| Št | Dirkač            | Moštvo                     | Šasija            | Motor       | Gume |
| -- | ----------------- | -------------------------- | ----------------- | ----------- | ---- |
| 1  | Jimmy Bryan       | Dean Van Lines             | Kuzma             | Offenhauser | F    |
| 2  | John Lawrence     | Ecurie Ecosse              | Jaguar D-Type     | Jaguar      | D    |
| 4  | Jack Fairman      | Ecurie Ecosse              | Jaguar D-Type     | Jaguar      | D    |
| 6  | Ninian Sanderson  | Ecurie Ecosse              | Jaguar D-Type     | Jaguar      | D    |
| 7  | Bob Veith         | Bob Estes                  | Phillips          | Offenhauser | F    |
| 8  | Jean Behra        | Maserati                   | Maserati 250F     | Maserati    | F    |
| 8  | Jean Behra        | Maserati                   | Maserati 450S     | Maserati    | F    |
| 12 | Pat O'Connor      | Sumar                      | Kurtis Kraft 500G | Offenhauser | F    |
| 16 | Mario Bornigia    | Scuderia Cottione          | Ferrari           | Ferrari     | ?    |
| 27 | Tony Bettenhausen | Novi Auto Air Conditioning | Kurtis Kraft 500F | Novi (s/k)  | F    |
| 35 | Eddie Sachs       | Jim Robbins                | Kurtis Kraft 500G | Offenhauser | F    |
| 49 | Ray Crawford      | Meguiar Mirror Glaze       | Kurtis Kraft 500G | Offenhauser | F    |
| 52 | Troy Ruttman      | John Zink                  | Watson            | Offenhauser | F    |
| 52 | Jim Rathmann      | John Zink                  | Watson            | Offenhauser | F    |
| 54 | Paul Russo        | Novi Auto Air Conditioning | Kurtis Kraft 500F | Novi (s/k)  | F    |
| 73 | Andy Linden       | McNamara Veedol            | Kurtis Kraft 500G | Offenhauser | F    |
| 98 | Johnnie Parsons   | Agajanian                  | Kuzma             | Offenhauser | F    |

| Legenda | Legenda                |
| Barva   | Tip dirkalnika         |
| ------- | ---------------------- |
| Siva    | USAC                   |
| Rdeča   | Modificirana Formula 1 |
| Modra   | Športni dirkalnik      |

### Dirka

#### Prvi del
| Poz | Št | Dirkač            | Šasija-Motor      | Krogi | Opombe                |
| --- | -- | ----------------- | ----------------- | ----- | --------------------- |
| 1   | 1  | Jimmy Bryan       | Kuzma-Offy        | 63    |                       |
| 2   | 12 | Pat O'Connor      | Kurtis Kraft-Offy | 63    |                       |
| 3   | 73 | Andy Linden       | Kurtis Kraft-Offy | 63    |                       |
| 4   | 35 | Eddie Sachs       | Kurtis Kraft-Offy | 62    |                       |
| 5   | 52 | Troy Ruttman      | Watson-Offy       | 61    |                       |
| 6   | 98 | Johnnie Parsons   | Kuzma-Offy        | 59    |                       |
| 7   | 49 | Ray Crawford      | Kurtis Kraft-Offy | 58    |                       |
| 8   | 4  | Jack Fairman      | Jaguar            | 58    |                       |
| 9   | 2  | John Lawrence     | Jaguar            | 57    |                       |
| 10  | 6  | Ninian Sanderson  | Jaguar            | 53    |                       |
| 11  | 7  | Bob Veith         | Phillips-Offy     | 51    |                       |
| DNF | 27 | Tony Bettenhausen | Kurtis Kraft-Novi | 45    | Okvara stabilizatorja |

#### Drugi del
| Poz | Št | Dirkač           | Šasija-Motor      | Krogi | Opombe                     |
| --- | -- | ---------------- | ----------------- | ----- | -------------------------- |
| 1   | 1  | Jimmy Bryan      | Kuzma-Offy        | 63    |                            |
| 2   | 52 | Troy Ruttman     | Watson-Offy       | 63    |                            |
| 3   | 98 | Johnnie Parsons  | Kuzma-Offy        | 61    |                            |
| 4   | 49 | Ray Crawford     | Kurtis Kraft-Offy | 59    |                            |
| 5   | 4  | Jack Fairman     | Jaguar            | 59    |                            |
| 6   | 2  | John Lawrence    | Jaguar            | 57    |                            |
| 7   | 6  | Ninian Sanderson | Jaguar            | 53    |                            |
| Ods | 35 | Eddie Sachs      | Kurtis Kraft-Offy | 45    | Okvara motorja             |
| Ods | 73 | Andy Linden      | Kurtis Kraft-Offy | 27    | Počen okvir šasije         |
| Ods | 12 | Pat O'Connor     | Kurtis Kraft-Offy | 16    | Predrt rezervoar za gorivo |
| Ods | 7  | Bob Veith        | Phillips-Offy     | 1     | Okvara krmilnega sistema   |

#### Tretji del
| Poz | Št | Dirkač           | Šasija-Motor      | Krogi | Opombe                     |
| --- | -- | ---------------- | ----------------- | ----- | -------------------------- |
| 1   | 52 | Troy Ruttman     | Watson-Offy       | 63    |                            |
| 2   | 1  | Jimmy Bryan      | Kuzma-Offy        | 63    |                            |
| 3   | 98 | Johnnie Parsons  | Kuzma-Offy        | 62    |                            |
| 4   | 4  | Jack Fairman     | Jaguar            | 60    |                            |
| 5   | 2  | John Lawrence    | Jaguar            | 57    |                            |
| 6   | 6  | Ninian Sanderson | Jaguar            | 55    |                            |
| Ods | 12 | Pat O'Connor     | Kurtis Kraft-Offy | 9     | Predrt rezervoar za gorivo |
| Ods | 49 | Ray Crawford     | Kurtis Kraft-Offy | 1     | Odstop                     |

## Druga dirka (1958)

### Prijavljeni dirkači
| Št | Dirkač              | Moštvo                     | Šasija            | Motor       | Gume |
| -- | ------------------- | -------------------------- | ----------------- | ----------- | ---- |
| 1  | Jimmy Bryan         | Belond AP                  | Salih             | Offenhauser | F    |
| 2  | Jack Fairman        | Ecurie Ecosse              | Lister            | Jaguar      | DF   |
| 4  | Masten Gregory      | Ecurie Ecosse              | Jaguar D-Type     | Jaguar      | D    |
| 5  | Jim Rathmann        | Zink Leader Card           | Watson            | Offenhauser | F    |
| 6  | Ivor Bueb           | Ecurie Ecosse              | Jaguar D-Type     | Jaguar      | D    |
| 8  | Rodger Ward         | Wolcott Fuel Injection     | Lesovsky          | Offenhauser | F    |
| 9  | Bob Veith           | Bowes Seal Fast            | Kurtis Kraft 500G | Offenhauser | F    |
| 10 | Stirling Moss       | Eldorado Italia            | Maserati 420M/58  | Maserati    | F    |
| 12 | Mike Hawthorn       | Scuderia Ferrari           | Ferrari 296 MI    | Dino        | F    |
| 12 | Luigi Musso         | Scuderia Ferrari           | Ferrari 296 MI    | Dino        | F    |
| 12 | Phil Hill           | Scuderia Ferrari           | Ferrari 296 MI    | Dino        | F    |
| 14 | Luigi Musso         | Scuderia Ferrari           | Ferrari 412 MI    | Ferrari     | F    |
| 14 | Phil Hill           | Scuderia Ferrari           | Ferrari 412 MI    | Ferrari     | F    |
| 16 | Harry Schell        | North American Racing Team | Ferrari 375 Indy  | Ferrari     | F    |
| 24 | Jimmy Reece         | Hoyt Machine               | Kurtis Kraft 500C | Offenhauser | F    |
| 26 | Don Freeland        | Bob Estes                  | Phillips          | Offenhauser | F    |
| 29 | Juan Manuel Fangio  | Dean Van Lines             | Kuzma             | Offenhauser | F    |
| 35 | Eddie Sachs         | Jim Robbins                | Kurtis Kraft 500G | Offenhauser | F    |
| 49 | Ray Crawford        | Meguiar's Mirror Glaze     | Kurtis Kraft 500G | Offenhauser | F    |
| 55 | Maurice Trintignant | Sclavi & Amos              | Kuzma             | Offenhauser | F    |
| 55 | A. J. Foyt          | Sclavi & Amos              | Kuzma             | Offenhauser | F    |
| 75 | Johnny Thomson      | D-A Lubricants             | Kuzma             | Offenhauser | F    |
| 98 | Troy Ruttman        | Agajanian                  | Kuzma             | Offenhauser | F    |

| Legenda | Legenda                |
| Barva   | Tip dirkalnika         |
| ------- | ---------------------- |
| Siva    | USAC                   |
| Rdeča   | Modificirana Formula 1 |
| Modra   | Športni dirkalnik      |
| Zelena  | Lastna izdelava        |

### Dirka

#### Prvi del
| Poz | Št | Dirkač              | Šasija-Motor      | Krogi | Opombe                                        |
| --- | -- | ------------------- | ----------------- | ----- | --------------------------------------------- |
| 1   | 5  | Jim Rathmann        | Watson-Offy       | 63    |                                               |
| 2   | 1  | Jimmy Bryan         | Salih-Offy        | 63    |                                               |
| 3   | 9  | Bob Veith           | Kurtis Kraft-Offy | 62    |                                               |
| 4   | 10 | Stirling Moss       | Maserati          | 62    |                                               |
| 5   | 75 | Johnny Thomson      | Kuzma-Offy        | 61    |                                               |
| 6   | 12 | Luigi Musso         | Ferrari-Dino      | 60    | Hawthorn zamenjal Mussa med 27. in 60. krogom |
| 6   | 12 | Mike Hawthorn       | Ferrari-Dino      | 60    | Hawthorn zamenjal Mussa med 27. in 60. krogom |
| 7   | 98 | Troy Ruttman        | Kuzma-Offy        | 60    |                                               |
| 8   | 24 | Jimmy Reece         | Kurtis Kraft-Offy | 59    |                                               |
| 9   | 55 | Maurice Trintignant | Kuzma-Offy        | 59    |                                               |
| 10  | 49 | Ray Crawford        | Kurtis Kraft-Offy | 58    |                                               |
| 11  | 2  | Jack Fairman        | Lister-Jaguar     | 57    |                                               |
| 12  | 16 | Harry Schell        | Ferrari           | 56    |                                               |
| 13  | 4  | Masten Gregory      | Jaguar            | 55    |                                               |
| 14  | 6  | Ivor Bueb           | Jaguar            | 45    |                                               |
| Ods | 35 | Eddie Sachs         | Kurtis Kraft-Offy | 20    | Okvara povezovalne gredi                      |
| Ods | 26 | Don Freeland        | Phillips-Offy     | 16    | Okvara motorja                                |
| Ods | 8  | Rodger Ward         | Lesovsky-Offy     | 16    | Okvara vzmetenja                              |
| Ods | 14 | Phil Hill           | Ferrari           | 11    | Okvara motorja                                |

#### Drugi del
| Poz | Št | Dirkač         | Šasija-Motor      | Krogi | Opombe                                    |
| --- | -- | -------------- | ----------------- | ----- | ----------------------------------------- |
| 1   | 5  | Jim Rathmann   | Watson-Offy       | 63    |                                           |
| 2   | 9  | Bob Veith      | Kurtis Kraft-Offy | 63    |                                           |
| 3   | 1  | Jimmy Bryan    | Salih-Offy        | 63    |                                           |
| 4   | 98 | Troy Ruttman   | Kuzma-Offy        | 63    |                                           |
| 5   | 10 | Stirling Moss  | Maserati          | 62    |                                           |
| 6   | 55 | A. J. Foyt     | Kuzma-Offy        | 61    |                                           |
| 7   | 24 | Jimmy Reece    | Kurtis Kraft-Offy | 60    |                                           |
| 8   | 49 | Ray Crawford   | Kurtis Kraft-Offy | 60    |                                           |
| 9   | 12 | Luigi Musso    | Ferrari-Dino      | 60    | Hill zamenjal Mussa med 20. in 60. krogom |
| 9   | 12 | Phil Hill      | Ferrari-Dino      | 60    | Hill zamenjal Mussa med 20. in 60. krogom |
| 10  | 2  | Jack Fairman   | Lister-Jaguar     | 57    |                                           |
| 11  | 6  | Ivor Bueb      | Jaguar            | 51    |                                           |
| Ods | 8  | Rodger Ward    | Lesovsky-Offy     | 31    | Odstop                                    |
| Ods | 16 | Harry Schell   | Ferrari           | 15    | Odstop                                    |
| Ods | 75 | Johnny Thomson | Kuzma-Offy        | 4     | Okvara motorja                            |

#### Tretji del
| Poz | Št | Dirkač             | Šasija-Motor      | Krogi | Opombe                                        |
| --- | -- | ------------------ | ----------------- | ----- | --------------------------------------------- |
| 1   | 5  | Jim Rathmann       | Watson-Offy       | 63    |                                               |
| 2   | 1  | Jimmy Bryan        | Salih-Offy        | 63    |                                               |
| 3   | 12 | Mike Hawthorn      | Ferrari-Dino      | 60    | Hill zamenjal Hawthorna med 25. in 60. krogom |
| 3   | 12 | Phil Hill          | Ferrari-Dino      | 60    | Hill zamenjal Hawthorna med 25. in 60. krogom |
| 4   | 49 | Ray Crawford       | Kurtis Kraft-Offy | 60    |                                               |
| 5   | 24 | Jimmy Reece        | Kurtis Kraft-Offy | 59    |                                               |
| Ods | 55 | A. J. Foyt         | Kuzma-Offy        | 54    | Okvara motorja                                |
| 7   | 6  | Ivor Bueb          | Jaguar            | 52    |                                               |
| Ods | 4  | Masten Gregory     | Jaguar            | 44    | Odstop                                        |
| Ods | 10 | Stirling Moss      | Maserati          | 40    | Trčenje                                       |
| Ods | 9  | Bob Veith          | Kurtis Kraft-Offy | 28    | Odpadlo kolo                                  |
| Ods | 98 | Troy Ruttman       | Kuzma-Offy        | 12    | Okvara dovoda goriva                          |
| Ods | 29 | Juan Manuel Fangio | Kuzma-Offy        | 2     | Okvara črpalka za gorivo                      |